# Henry Korman

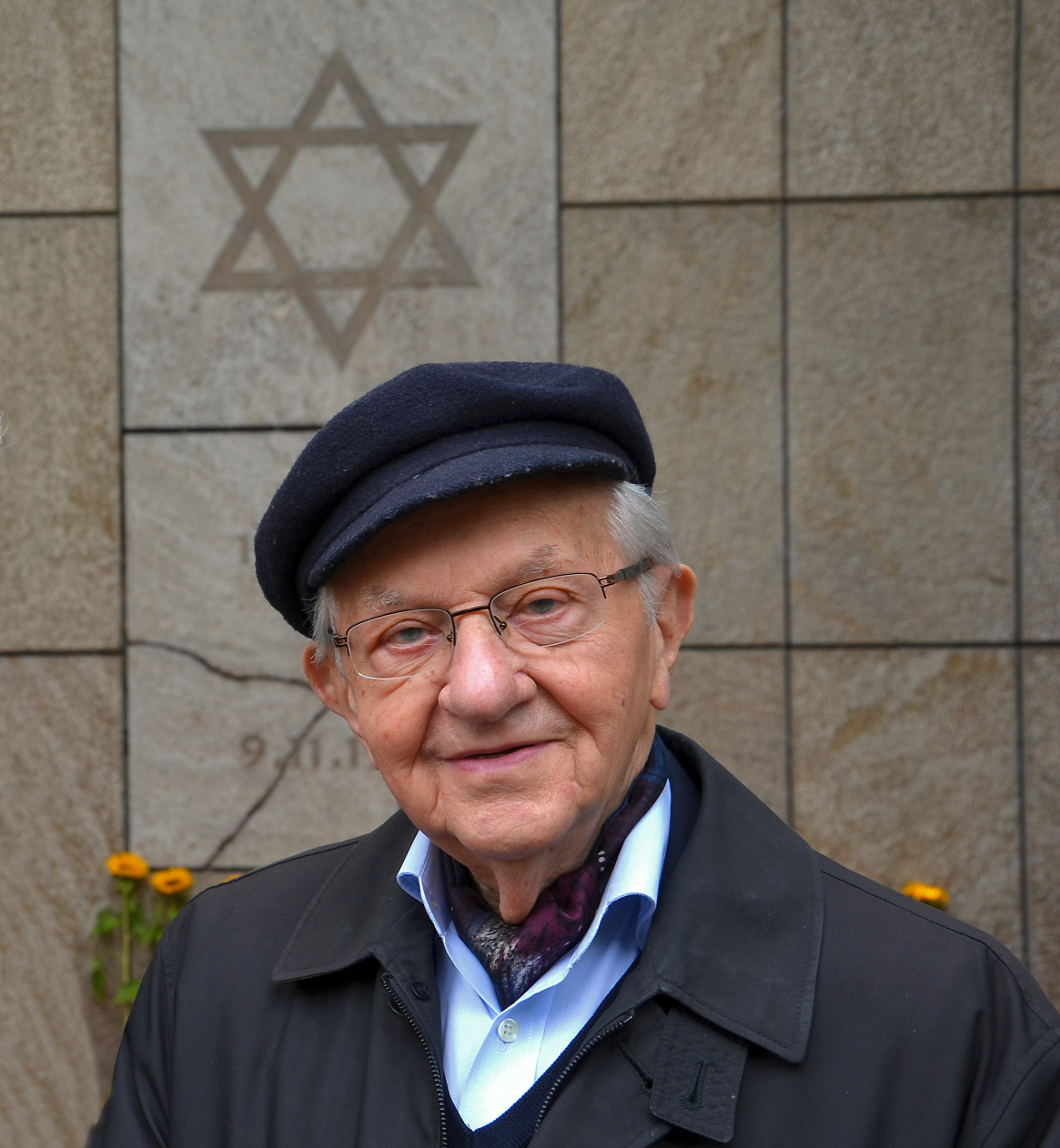
Henry Korman, 2013

Henry Korman (geboren 30. März 1920 in Radom; gestorben 22. November 2018 in Hannover) war ein Überlebender des Holocaust.

## Leben

### Jugend
Henry Korman wurde als Sohn der jüdischen Eltern Rafael Israel Korman und Perla Korman, geb. Liberbaum, geboren. Die Eltern lebten in einem Wohnblock an der Walowastraße, eine der Hauptgeschäftsstraßen in Radom. Im Erdgeschoss betrieben sie eine kleine Hut- und Mützenfabrik mit Verkauf, anderen Angaben nach befanden sich die Fabrikation und der Verkauf in einem Kleingewerbeareal im Hinterhof. Henry Korman besuchte zunächst die Volksschule und wechselte dann zu einem jüdischen Privatgymnasium. 1934 trat er der zionistischen Studentenorganisation Masada, benannt nach der jüdischen Festung Masada, bei. Die Organisation bereitete junge polnische Juden auf eine Auswanderung nach Palästina vor. 1939 schloss Henry Korman im Alter von 19 Jahren seine Schulzeit mit dem Abitur ab.

### Kriegszeit und Inhaftierung
Nach dem am 1. September 1939 begonnenen deutschen Überfall auf Polen schlug am 5. September 1939 eine Bombe im Wohnblock der Familie von Henry Korman ein, tötete 30 Menschen und zerstörte einen Gebäudeflügel. Nach der Einnahme von Radom durch die Wehrmacht am 8. September 1939 und mit der deutschen Besetzung war die Stadt Distriktssitz im Generalgouvernement. Bei der Einrichtung des Ghettos Radom 1941 lag die elterliche Wohnung mitten in diesem Viertel, so dass die Familie nicht umzuziehen brauchte. Henry Korman betätigte sich zunächst im Ghetto für das Fürsorge- und Wohlfahrtsamt des Judenrats. Als die Führungspersonen des Ghettos nach Auschwitz deportiert wurden, meldete sich Korman zur Arbeit in der Rüstungsindustrie in Radom. Er dachte, dass die Nationalsozialisten zur Kriegsführung weiterhin Arbeiter für die Waffenherstellung benötigen würden. Bei der äußerst brutalen Räumung des Ghettos Radom im August 1942 im Rahmen der Aktion Reinhardt wurde er von seinen Eltern und seinen Schwestern Hela, Bala und Itka getrennt. Sie wurden ins Vernichtungslager Treblinka deportiert und ermordet. Die Tätigkeit in der Rüstungsindustrie als „arbeitsfähige Juden“ rettete Henry Korman und seine Schwester Goldi vor dem Abtransport nach Treblinka. Henry kam 1943 in ein Lager im etwa 40 km südlich von Radom gelegenen Starachowice, wo er weiter in einem Rüstungsbetrieb arbeitete. Als die Rote Armee Mitte 1944 näher rückte, wurde das Lager geräumt. Korman kam in einen Zugtransport nach Auschwitz-Birkenau. Dort wurde er vom Lagerarzt Josef Mengele im Rahmen der Selektion als arbeitsfähig eingestuft. Nach kurzer Zeit kam er in das KZ Auschwitz III Monowitz, von wo aus er in die Rüstungsproduktion im Außenlager Laurahütte geschickt wurde. Bei Annäherung der Roten Armee wurde das Lager Anfang 1945 geräumt. Korman und seine Mithäftlinge kamen über das KZ Mauthausen in das Außenlager Gusen in Österreich, wo sie im Steinbruch Zwangsarbeit leisten mussten. Nach kurzer Zeit erfolgte eine Verlegung nach Norddeutschland in das KZ Hannover-Mühlenberg. Dort musste er Zwangsarbeit bei der Herstellung von Flak-Geschützen bei der Hanomag leisten. Hintergrund der Verlegung war offenbar, dass Korman und seine Mithäftlinge als Fachleute in der Flak-Produktion galten und Hitler Ende 1944 mit einem Führererlass die Steigerung des Flakwaffenprogramms befohlen hatte. Wenige Tage vor der Befreiung Hannovers durch amerikanische Truppen erfolgte am 6. April 1945 die Räumung des Lagers Mühlenberg. Die Häftlinge wurden auf einen Todesmarsch zum KZ Bergen-Belsen geschickt, das sie zwei Tage später erreichten. Das Lager wurde am 15. April 1945 befreit. Korman litt an starkem Durchfall und kam nach der Befreiung des Konzentrationslagers in ein Notlazarett im Roundhouse der ehemaligen Wehrmachtskaserne in Belsen.
Während seiner Zeit im Ghetto und in den Konzentrationslagern entwickelte Korman ein Hoffnungsprinzip. Er sah in der Arbeit eine Chance zum Überleben. Bei der Arbeitsumsetzung galt er als schnell und wendig. Als polnischem Muttersprachler halfen ihm seine deutschen und französischen Sprachkenntnisse. Auch wegen seines handwerklichen Geschicks leitete Korman Mithäftlinge bei der Arbeit an. Bei einer Selektion im KZ Mauthausen kam ihm zugute, dass er arbeitsfähig war und als Facharbeiter im Rüstungsprogramm Flak galt.

### Nachkriegszeit
Im Juni 1945 wurde Korman im Rahmen einer Hilfsaktion des schwedischen Grafen Folke Bernadotte mit anderen Überlebenden des KZ Bergen-Belsen nach Schweden gebracht. Er arbeitete in einem Labor in Stockholm und begann ein Studium der Chemie. Als er 1949 ein Einreisevisum in die Vereinigten Staaten erhielt, wo Mitglieder seiner Familie seit den 1920er Jahren lebten, fuhr er mit dem Passagierschiff Gripsholm nach New York.

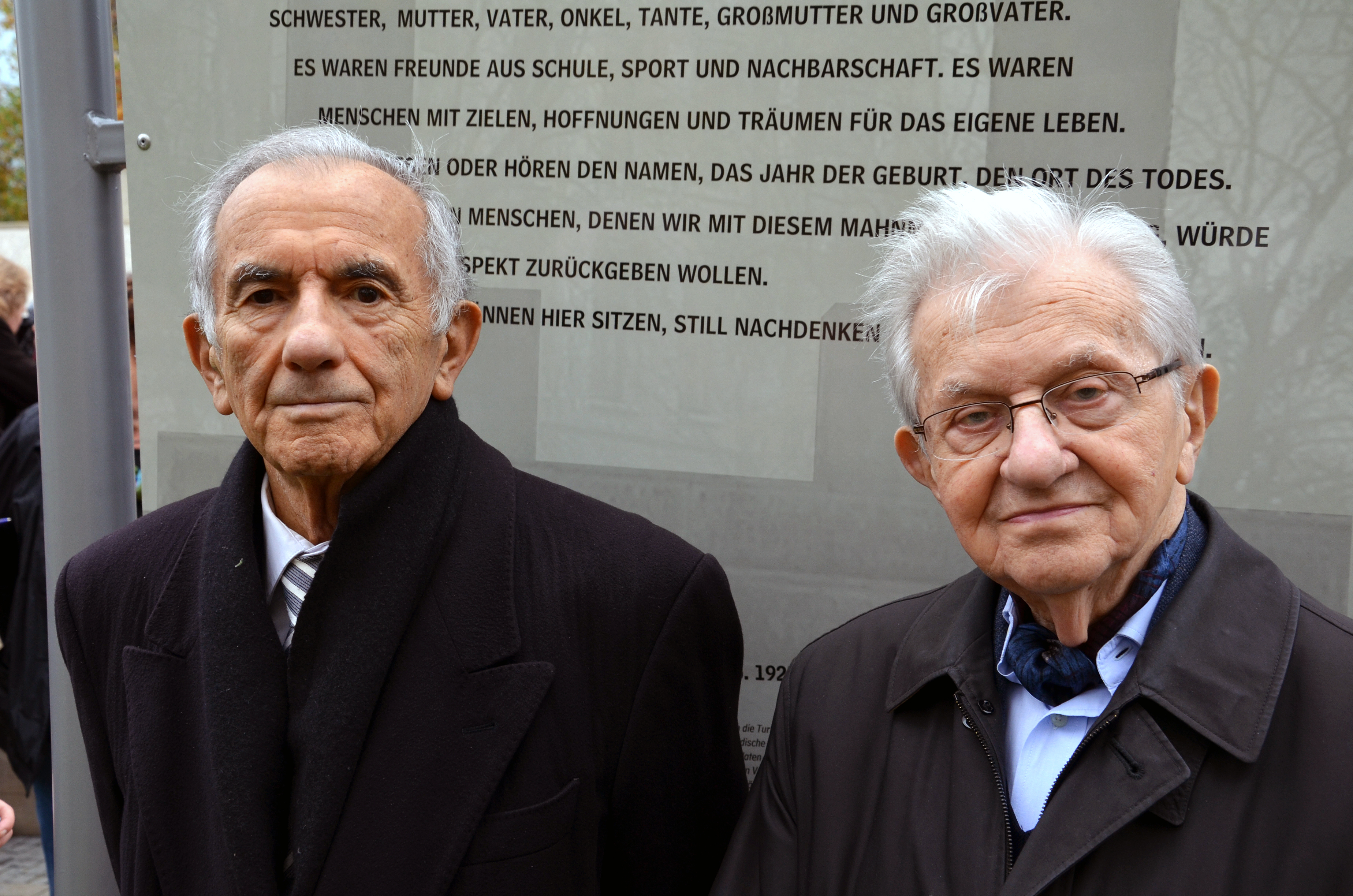
Henry Korman (rechts) und sein Freund Salomon Finkelstein am Mahnmal für die ermordeten Juden Hannovers, 2013

Als 1950 seine Schwester und ihr Mann Einreisevisa in die USA erhielten und nach New York kamen, eröffnete Henry Korman mit seinem Schwager ein Lebensmittelgeschäft in der Bronx. Später arbeitete er darüber hinaus in der Goldbranche. 1955 wurde Korman US-amerikanischer Staatsbürger. Nach Europa kehrte er erst 1958 auf einer Reise nach Israel zurück. Seit den 1970er Jahren lebte er jeweils ein halbes Jahr in Hannover und ein halbes Jahr in den Vereinigten Staaten. In Hannover nahm Korman aktiv am jüdischen Leben teil und unterstützte die Gedenkarbeit intensiv. Der Holocaust-Überlebende Salomon Finkelstein wurde dort sein bester Freund. Im benachbarten Laatzen trat Henry Korman als Zeitzeuge vor Schulklassen der Albert-Einstein-Schule Laatzen auf.
Bestattet wurde Henry Korman auf Long Island in den Vereinigten Staaten. Dort hat auch seine Schwester Goldi ihre Grabstätte, die neben ihm die einzige Holocaust-Überlebende der Familie war.

## Auszeichnungen
- 2013: Ehrenbürger der Stadt Laatzen für den Einsatz für die Erinnerungskultur[26]
- 2014: Ehrennadel der Region Hannover für Beiträge in der Geschichtsaufarbeitung
- 2017: Niedersächsischer Verdienstorden (Verdienstkreuz am Bande)
- 2017: Theodor-Lessing-Preis der Deutsch-Israelischen Gesellschaft in Hannover, gleichzeitig mit Salomon Finkelstein und Ruth Gröne[27][28]

## Rezeption
Das Unternehmen Volkswagen Nutzfahrzeuge in Hannover vergibt seit 2022 jährlich den Korman-Finkelstein-Preis für Jugendliche und junge Erwachsene aus der Region Hannover, die sich besonders für Respekt und Toleranz einsetzen.
2023 wurde an der Albert-Einstein-Schule in Laatzen ein Erweiterungsbau eingeweiht, der nach Henry Korman benannt ist.